# Slípka bělavá
Slípka bělavá (Porphyrio albus) je vyhynulý druh chřástalovitého ptáka, který endemitně žil na ostrově Lorda Howa východně od Austrálie.

## Popis
Se slípkami se poprvé setkaly posádky britských lodí, když navštívily ostrov v letech 1788 až 1790. Z této doby pocházejí také všechny dobové zprávy a ilustrace.
I když existovaly nejasnosti ohledně původu exemplářů, systematickém zařazení ptáka i jeho anatomii, má se za to, že šlo o samostatný druh nejpodobnější slípce australasijské (Porphyrio melanotus), jenž je navíc znám i díky četnému množství subfosilních kostí. 
Slípka bělavá byla 36 až 55 cm (14 až 22 palců) vysoká.        
Oba známé exempláře, z nichž jeden je v Přírodovědném muzeu ve Vídni a další ve Světovém muzeu v Liverpoolu, mají převážně bílé peří, ačkoli exemplář z Liverpoolu má také modrá pírka. Dobové zprávy naznačují, že tito práci mohli mít zcela bílé, zcela modré či modrobílé peří. Kuřata měla černé zbarvení, s přibývajícím věkem zmodrala a pak zbělala. Spíše než o albinismus mohlo jít o postupné šedivění, při kterém peří s přibývajícím věkem ztrácelo pigment. 
Zobák, čelo a končetiny byly červené, z každého křídla vyrůstal malý drápek. O chování slípky bělavé bylo zaznamenáno jen málo informaci.

## Příčina vyhynutí
Slípka bělavá nemusela být zcela nelétavá, šlo nicméně o špatného a nemotorného letce. Kvůli tomu se stávala snadnou kořistí a podle dochovaných zpráv lidé slípky dokonce zabíjeli pomocí obyčejných klacků. Vyhynula do roku 1834.

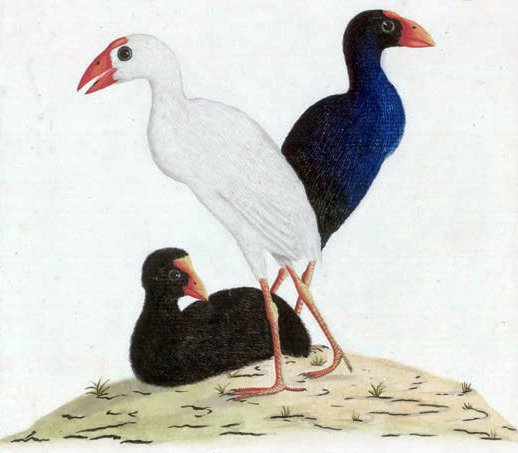
Ilustrace vývojových stádií slípky bělavé